# Riquiquí;Bronze-Instances(1-100)
Riquiquí;Bronze-Instances(1-100) es el primer álbum de remezclas de la productora venezolana de música electrónica Arca. Fue lanzado el 16 de diciembre de 2020 a través de XL Recordings. El álbum reúne cien remezclas diferentes de la canción «Riquiquí», perteneciente a su cuarto álbum de estudio, Kick I (2020), creadas por un programa de inteligencia artificial desarrollado por la compañía Bronze. Hasta la publicación del álbum, no hubo remezclas oficiales de ninguna canción de Arca.
La portada del álbum, diseñada por Sarah Piantadosi y Weirdcore, es un código QR y fue idea de Arca: «tuve la idea de que la portada de este lanzamiento fuera un código QR que te llevara directamente a percibir una versión infinita [de la canción], una versión siempre mutante».

## Lista de canciones
Todas las canciones están escritas y producidas por Arca.
| N.º    | Título                                 | Duración |  |
| 1.     | «Riquiquí(i1);Bronze-Instance»         | 4:36     |  |
| 2.     | «Riquiquí(ii2);Bronze-Instance»        | 2:58     |  |
| 3.     | «Riquiquí(iii3);Bronze-Instance»       | 3:35     |  |
| 4.     | «Riquiquí(iv4);Bronze-Instance»        | 5:07     |  |
| 5.     | «Riquiquí(v5);Bronze-Instance»         | 4:59     |  |
| 6.     | «Riquiquí(vi6);Bronze-Instance»        | 4:09     |  |
| 7.     | «Riquiquí(vii7);Bronze-Instance»       | 2:44     |  |
| 8.     | «Riquiquí(viii8);Bronze-Instance»      | 3:43     |  |
| 9.     | «Riquiquí(ix9);Bronze-Instance»        | 4:04     |  |
| 10.    | «Riquiquí(x10);Bronze-Instance»        | 3:54     |  |
| 11.    | «Riquiquí(xi11);Bronze-Instance»       | 3:42     |  |
| 12.    | «Riquiquí(xii12);Bronze-Instance»      | 3:30     |  |
| 13.    | «Riquiquí(xiii13);Bronze-Instance»     | 2:36     |  |
| 14.    | «Riquiquí(xiv14);Bronze-Instance»      | 5:05     |  |
| 15.    | «Riquiquí(xv15);Bronze-Instance»       | 4:02     |  |
| 16.    | «Riquiquí(xvi16);Bronze-Instance»      | 3:21     |  |
| 17.    | «Riquiquí(xvii17);Bronze-Instance»     | 4:40     |  |
| 18.    | «Riquiquí(xviii18);Bronze-Instance»    | 3:03     |  |
| 19.    | «Riquiquí(xix19);Bronze-Instance»      | 4:01     |  |
| 20.    | «Riquiquí(xx20);Bronze-Instance»       | 3:11     |  |
| 21.    | «Riquiquí(xxi21);Bronze-Instance»      | 2:47     |  |
| 22.    | «Riquiquí(xxii22);Bronze-Instance»     | 4:13     |  |
| 23.    | «Riquiquí(xxiii23);Bronze-Instance»    | 3:02     |  |
| 24.    | «Riquiquí(xxiv24);Bronze-Instance»     | 3:03     |  |
| 25.    | «Riquiquí(xxv25);Bronze-Instance»      | 4:09     |  |
| 26.    | «Riquiquí(xxvi26);Bronze-Instance»     | 3:28     |  |
| 27.    | «Riquiquí(xxvii27);Bronze-Instance»    | 3:12     |  |
| 28.    | «Riquiquí(xxviii28);Bronze-Instance»   | 3:04     |  |
| 29.    | «Riquiquí(xxix29);Bronze-Instance»     | 3:46     |  |
| 30.    | «Riquiquí(xxx30);Bronze-Instance»      | 2:35     |  |
| 31.    | «Riquiquí(xxxi31);Bronze-Instance»     | 4:58     |  |
| 32.    | «Riquiquí(xxxii32);Bronze-Instance»    | 3:20     |  |
| 33.    | «Riquiquí(xxxiii33);Bronze-Instance»   | 3:35     |  |
| 34.    | «Riquiquí(xxxiv34);Bronze-Instance»    | 3:47     |  |
| 35.    | «Riquiquí(xxxv35);Bronze-Instance»     | 3:00     |  |
| 36.    | «Riquiquí(xxxvi36);Bronze-Instance»    | 2:46     |  |
| 37.    | «Riquiquí(xxxvii37);Bronze-Instance»   | 3:39     |  |
| 38.    | «Riquiquí(xxxviii38);Bronze-Instance»  | 3:41     |  |
| 39.    | «Riquiquí(xxxix39);Bronze-Instance»    | 4:30     |  |
| 40.    | «Riquiquí(xl40);Bronze-Instance»       | 3:55     |  |
| 41.    | «Riquiquí(xli41);Bronze-Instance»      | 3:42     |  |
| 42.    | «Riquiquí(xlii42);Bronze-Instance»     | 2:04     |  |
| 43.    | «Riquiquí(xliii43);Bronze-Instance»    | 3:42     |  |
| 44.    | «Riquiquí(xliv44);Bronze-Instance»     | 3:40     |  |
| 45.    | «Riquiquí(xlv45);Bronze-Instance»      | 2:52     |  |
| 46.    | «Riquiquí(xlvi46);Bronze-Instance»     | 3:40     |  |
| 47.    | «Riquiquí(xlvii47);Bronze-Instance»    | 4:36     |  |
| 48.    | «Riquiquí(xlviii48);Bronze-Instance»   | 1:18     |  |
| 49.    | «Riquiquí(xlix49);Bronze-Instance»     | 4:11     |  |
| 50.    | «Riquiquí(l50);Bronze-Instance»        | 3:09     |  |
| 51.    | «Riquiquí(li51);Bronze-Instance»       | 3:00     |  |
| 52.    | «Riquiquí(lii52);Bronze-Instance»      | 4:26     |  |
| 53.    | «Riquiquí(liii53);Bronze-Instance»     | 2:11     |  |
| 54.    | «Riquiquí(liv54);Bronze-Instance»      | 3:50     |  |
| 55.    | «Riquiquí(lv55);Bronze-Instance»       | 3:40     |  |
| 56.    | «Riquiquí(lvi56);Bronze-Instance»      | 2:59     |  |
| 57.    | «Riquiquí(lvii57);Bronze-Instance»     | 4:34     |  |
| 58.    | «Riquiquí(lviii58);Bronze-Instance»    | 3:59     |  |
| 59.    | «Riquiquí(lix59);Bronze-Instance»      | 3:33     |  |
| 60.    | «Riquiquí(lx60);Bronze-Instance»       | 4:18     |  |
| 61.    | «Riquiquí(lxi61);Bronze-Instance»      | 2:26     |  |
| 62.    | «Riquiquí(lxii62);Bronze-Instance»     | 3:28     |  |
| 63.    | «Riquiquí(lxiii63);Bronze-Instance»    | 4:20     |  |
| 64.    | «Riquiquí(lxiv64);Bronze-Instance»     | 3:57     |  |
| 65.    | «Riquiquí(lxv65);Bronze-Instance»      | 3:00     |  |
| 66.    | «Riquiquí(lxvi66);Bronze-Instance»     | 3:35     |  |
| 67.    | «Riquiquí(lxvii67);Bronze-Instance»    | 2:35     |  |
| 68.    | «Riquiquí(lxviii68);Bronze-Instance»   | 4:05     |  |
| 69.    | «Riquiquí(lxix69);Bronze-Instance»     | 2:54     |  |
| 70.    | «Riquiquí(lxx70);Bronze-Instance»      | 2:40     |  |
| 71.    | «Riquiquí(lxxi71);Bronze-Instance»     | 4:42     |  |
| 72.    | «Riquiquí(lxxii72);Bronze-Instance»    | 3:59     |  |
| 73.    | «Riquiquí(lxxiii73);Bronze-Instance»   | 3:17     |  |
| 74.    | «Riquiquí(lxxiv74);Bronze-Instance»    | 3:50     |  |
| 75.    | «Riquiquí(lxxv75);Bronze-Instance»     | 3:49     |  |
| 76.    | «Riquiquí(lxxvi76);Bronze-Instance»    | 2:20     |  |
| 77.    | «Riquiquí(lxxvii77);Bronze-Instance»   | 4:01     |  |
| 78.    | «Riquiquí(lxxviii78);Bronze-Instance»  | 2:57     |  |
| 79.    | «Riquiquí(lxxix79);Bronze-Instance»    | 3:30     |  |
| 80.    | «Riquiquí(lxxx80);Bronze-Instance»     | 2:46     |  |
| 81.    | «Riquiquí(lxxxi81);Bronze-Instance»    | 3:12     |  |
| 82.    | «Riquiquí(lxxxii82);Bronze-Instance»   | 3:32     |  |
| 83.    | «Riquiquí(lxxxiii83);Bronze-Instance»  | 3:49     |  |
| 84.    | «Riquiquí(lxxxiv84);Bronze-Instance»   | 4:06     |  |
| 85.    | «Riquiquí(lxxxv85);Bronze-Instance»    | 3:32     |  |
| 86.    | «Riquiquí(lxxxvi86);Bronze-Instance»   | 2:13     |  |
| 87.    | «Riquiquí(lxxxvii87);Bronze-Instance»  | 3:22     |  |
| 88.    | «Riquiquí(lxxxviii88);Bronze-Instance» | 1:45     |  |
| 89.    | «Riquiquí(lxxxix89);Bronze-Instance»   | 3:44     |  |
| 90.    | «Riquiquí(xc90);Bronze-Instance»       | 2:01     |  |
| 91.    | «Riquiquí(xci91);Bronze-Instance»      | 4:22     |  |
| 92.    | «Riquiquí(xcii92);Bronze-Instance»     | 3:05     |  |
| 93.    | «Riquiquí(xciii93);Bronze-Instance»    | 3:19     |  |
| 94.    | «Riquiquí(xciv94);Bronze-Instance»     | 2:21     |  |
| 95.    | «Riquiquí(xcv95);Bronze-Instance»      | 4:34     |  |
| 96.    | «Riquiquí(xcvi96);Bronze-Instance»     | 1:27     |  |
| 97.    | «Riquiquí(xcvii97);Bronze-Instance»    | 3:08     |  |
| 98.    | «Riquiquí(xcviii98);Bronze-Instance»   | 3:13     |  |
| 99.    | «Riquiquí(xcix99);Bronze-Instance»     | 3:16     |  |
| 100.   | «Riquiquí(c100);Bronze-Instance»       | 4:28     |  |
| 350:08 |                                        |          |  |

## Créditos y personal
La lista está adaptada de Tidal y otras fuentes.
- Arca – producción, composición
- Sarah Piantadosi – diseño de portada
- Weirdcore – diseño de portada